# Sauliac-sur-Célé
Sauliac-sur-Célé is een gemeente in het Franse departement Lot (regio Occitanie) en telt 110 inwoners (2009). De plaats maakt deel uit van het arrondissement Cahors.

## Geografie
De oppervlakte van Sauliac-sur-Célé bedraagt 28,3 km², de bevolkingsdichtheid is dus 3,9 inwoners per km².
De onderstaande kaart toont de ligging van Sauliac-sur-Célé met de belangrijkste infrastructuur en aangrenzende gemeenten.

## Demografie
Onderstaande figuur toont het verloop van het inwonertal (bron: INSEE-tellingen).